# مرد سگی (فیلم)
مرد سگی (به انگلیسی: Dog Man) یک فیلم پویانمایی کمدی اکشن آمریکایی محصول ۲۰۲۵ است که بر اساس مجموعه رمان گرافیکی کودکانه کاپیتان زیرشلواری اثر داو پیلکی ساخته شده است. این فیلم اسپین‌آف و داستان در داستانِ فیلم کاپیتان زیرشلواری: اولین فیلم حماسی (۲۰۱۷) است و توسط دریم‌ورکس انیمیشن تولید و توسط یونیورسال پیکچرز توزیع شده است شده است. پیتر هیستینگز نویسندگی و کارگردانی آن را بر عهده داشته و صداپیشگان شامل پیت دیویدسون، لیل رل هاوری، آیلا فیشر، پاپی لیو، استیون روت، بیلی بوید و ریکی جرویز می‌شوند.
دریم‌ورکس انیمیشن، در دسامبر ۲۰۲۰ اعلام کرد که اقتباس سینمایی مرد سگی ساخته خواهد شد و هیستینگز، سازندهٔ ماجراهای حماسی کاپیتان زیر شلواری (۲۰۱۸–۲۰۲۰)، قرار است کارگردانی آن را بر عهده بگیرد. کارن فاستر به عنوان تهیه‌کننده در ژانویه ۲۰۲۴ به پروژه مذکور پیوست و گروه بازیگران در سپتامبر همان سال اعلام شدند.
مرد سگی، نخستین بار در جشنواره‌ای واقع در آلپ دوئز فرانسه در ۱۵ ژانویه ۲۰۲۵ به نمایش درآمد و در ۳۱ ژانویه در ایالات متحده اکران شد. این فیلم نقدهای مثبتی از سوی منتقدان دریافت کرد و بیش از ۱۳۱ میلیون دلار فروش داشته است.

## صداپیشه‌ها
- پیت دیویدسون
- لیل رل هاوری
- آیلا فیشر
- پاپی لیو
- استیون روت
- بیلی بوید
- ریکی جرویز

## موضوع
پس از انفجاری که باعث زخمی شدن یک افسر پلیس و سگش می‌شود، آن دو تحت عمل جراحی قرار می‌گیرند که در طول آن سر سگ را روی بدن افسر قرار گذاشته می‌شود.

## داستان
یک گربهٔ شرور نارنجی‌رنگ به نام پیتی مدام شهر اُکِی را دچار آشوب می‌کند. در یکی از نقشه‌هایش، بمبی را در یک انبار متروکه کار می‌گذارد تا آن را نابود کند. افسر معروف، نایت، به همراه سگش، گرگ، برای خنثی‌سازی بمب وارد عمل می‌شوند، اما نایت سیم اشتباهی را قطع می‌کند و انفجار باعث آسیب شدید به سر نایت و بدن گرگ می‌شود. دو جراح، با پیوند سر گرگ به بدن نایت، موجودی نیمه‌سگ، نیمه‌انسان به نام «سگ‌مرد» می‌سازند. سگ‌مرد به‌سرعت محبوب می‌شود، چون بارها پیتی را دستگیر می‌کند، اما پیتی هر بار موفق به فرار می‌شود. سگ‌مرد به‌خاطر از دست دادن نایت و جدایی از نامزدش آلیس که خانه‌شان را فروخته، دچار افسردگی و تنهایی می‌شود. او تنها یادگار زندگی انسان‌گونه‌اش، یعنی یک توپ تنیس را برمی‌دارد و به خانه‌سگی در حومهٔ شهر نقل مکان می‌کند.
پیتی پس از اخراج دستیارش تصمیم می‌گیرد از خودش یک نسخهٔ همسان بسازد. اما نسخهٔ ساخته‌شده، کودکی بی‌گناه و بی‌علاقه به شرارت است که او را «پیتی کوچولو» می‌نامد. پیتی جسد یک ماهی شرور دارای توانایی ذهنی به نام فلیپی را می‌دزدد و قصد دارد با استفاده از اسپری زنده‌ساز او را برای شکست دادن سگ‌مرد زنده کند، اما پیتی کوچولو مزاحم می‌شود. پیتی او را در کارتن رها می‌کند و در شهر ول می‌کند، جایی که سگ‌مرد او را پیدا کرده و به فرزندی می‌پذیرد. آن‌ها با هم وقت می‌گذرانند و به یکدیگر وابسته می‌شوند.
در مخفی‌گاه خود، پیتی کتاب تصویری‌ای را پیدا می‌کند که پیتی کوچولو کشیده و در آن خودش و پیتی را به‌عنوان خانواده نشان داده است. این موضوع باعث عذاب وجدان او می‌شود. وقتی از دستیار سابقش می‌شنود که پیتی کوچولو را سگ‌مرد به فرزندی پذیرفته، با استفاده از لباس‌زره‌ای کروی‌شکل خود به نام ۸۰-اچ‌دی، او را می‌رباید. سگ‌مرد متوجه ناپدید شدن پیتی کوچولو می‌شود و همراه با خبرنگار سارا هتاف به دنبالش می‌گردند، اما اثری از او نیست. در همین حال، پیتی به نسخهٔ شبیه‌سازی‌شده‌اش می‌گوید که پدرش در کودکی او را رها کرده بود. پیتی کوچولو برای خوشحال کردنش، پدر پیتی را (که خودش او را «بابابزرگ» صدا می‌زند) به مخفی‌گاه می‌آورد، اما او شروع به سرزنش پیتی می‌کند و روشن می‌شود که هیچ تغییری نکرده است.
در کارخانهٔ اسپری زنده‌ساز، فلیپی بر اثر اشتباه کارکنان زنده می‌شود و کارخانه نیز جان می‌گیرد. فلیپی که توسط پیتی بازبرنامه‌ریزی شده تا همهٔ نیکوکاران را نابود کند، به سگ‌مرد و دوستانش حمله می‌کند، و آن‌ها با گروهی از ساختمان‌های زنده‌شده می‌جنگند. پیتی که از کردهٔ خود پشیمان است، تصمیم می‌گیرد با سگ‌مرد متحد شود و خودش را به‌جای پیتی کوچولو در لباس زره‌ای قرار می‌دهد. فلیپی که در ابتدا می‌خواست پیتی را در آتشفشان بیندازد، با دیدن کمیکی که پیتی کوچولو از دوستی‌شان کشیده، دچار تحول می‌شود و از شرارت دست می‌کشد. سگ‌مرد توپ قدیمی‌اش را قربانی می‌کند تا پیتی را از افتادن در گدازه نجات دهد و فلیپی بازداشت می‌شود.
پیتی به‌خاطر اقداماتش عفو می‌شود، اما نمی‌پذیرد که نیکوکار لقب بگیرد. او و پیتی کوچولو به مخفی‌گاه برمی‌گردند، جایی که می‌فهمند بابابزرگ همه‌چیز را دزدیده، جز کتاب‌های پیتی کوچولو. پس از گفت‌وگو با پسر شبیه‌سازی‌شده‌اش، پیتی تصمیم می‌گیرد حضانت او را با سگ‌مرد تقسیم کند و توپ تازه‌ای به سگ‌مرد هدیه می‌دهد. سپس با نگاهی تازه به زندگی، به مخفی‌گاه بازمی‌گردد.

## تولید
در ۹ دسامبر ۲۰۲۰، دریم‌ورکس انیمیشن اعلام کرد که یک انیمیشن ابرقهرمانی کمدی بر اساس شخصیت کاپیتان زیرشلواری در حال ساخت است و پیتر هستینگز پس از تجربه‌اش با آثار داو پیلکی از ماجراهای حماسی کاپیتان زیر شلواری (۲۰۱۸–۲۰۲۰) به کارگردانی پیوسته است. در ۶ اکتبر ۲۰۲۳، اکران این فیلم در سال ۲۰۲۵ تأیید شد، در حالی که همچنین تأیید شد که یک فیلم اعلام‌نشده به‌طور کامل در استودیوهای شریک تولید خواهد شد. در ۲۹ ژانویه ۲۰۲۴، پس از اعلام تاریخ انتشار، اعلام شد که کارن فاستر به عنوان تهیه‌کننده خدمت می‌کند.

## انتشار
مرد سگی در ۳۱ ژانویه ۲۰۲۵ در ایالات متحده اکران شد، که تاریخ ژانویه ۲۰۲۵ را که استودیو قبلاً برای یک فیلم بدون عنوان رزرو کرده بود، پر می‌کند.
به‌عنوان بخشی از قرارداد یونیورسال با نتفلیکس، این فیلم در چهار ماه اول پنجره تلویزیون پولی از طریق پیکاک پخش می‌شود، قبل از اینکه ده ماه آینده به نتفلیکس منتقل شود و برای چهار ماه باقی‌مانده به «پیکاک» بازگردد.

## بازخورد
در وبگاه جمع‌آوری نقد راتن تومیتوز، ٪۸۰ از ۸۱ بررسی منتقدان مثبت است، و میانگینِ امتیاز آن ۶٫۶/۱۰ است. این فیلم در متاکریتیک که از میانگین وزنی استفاده می‌کند، بر اساس نظر ۲۱ منتقدین امتیاز ۶۶ از ۱۰۰ را کسب کرده که نشان‌گر «نقدهای عموماً مطلوب» است.